# Тугаевское сельское поселение
Тугаевское се́льское поселе́ние — муниципальное образование в Комсомольском районе Чувашии Российской Федерации.
Административный центр — село Тугаево.

## История
Статус и границы сельского поселения установлены Законом Чувашской Республики от 24 ноября 2004 года № 37 «Об установлении границ муниципальных образований Чувашской Республики и наделении их статусом городского, сельского поселения, муниципального района и городского округа».

## Население
| 2010  | 2012  | 2013  | 2014  | 2015  | 2016  | 2017  |
| ----- | ----- | ----- | ----- | ----- | ----- | ----- |
| 2831  | ↘2745 | ↘2694 | ↘2649 | ↘2620 | ↘2577 | ↘2524 |
| 2018  | 2019  | 2020  | 2021  |       |       |       |
| ↘2484 | ↘2341 | ↘2280 | ↘2235 |       |       |       |

## Состав сельского поселения
| № | Населённый пункт   | Тип населённого пункта       | Население |
| - | ------------------ | ---------------------------- | --------- |
| 1 | Верхнее Тимерчеево | деревня                      | ↗466      |
| 2 | Вотланы            | деревня                      | ↘197      |
| 3 | Нижнее Тимерчеево  | деревня                      | ↗409      |
| 4 | Новые Мураты       | деревня                      | ↗805      |
| 5 | Старые Высли       | деревня                      | ↗627      |
| 6 | Тугаево            | село, административный центр | ↗636      |